# Alfred Dürr
Pour les articles homonymes, voir Durr.
Alfred Dürr, né le 3 mars 1918 à Berlin-Charlottenburg et mort le 7 avril 2011 à Göttingen, est un musicologue allemand. Il fut le principal éditeur de la Neue Bach-Ausgabe, la seconde édition des œuvres complètes de Johann Sebastian Bach.

## Carrière universitaire
Dürr étudia la musicologie et la philologie classique à l'université de Göttingen de 1945 à 1950 où il rédigea sa thèse sur les premières cantates de Bach. De 1962 jusqu'en 1983 il fut directeur de l'Institut Johann Sebastian Bach à Göttingen. Alfred Dürr reçut des doctorats honoris causa en musique de l'université Humboldt de Berlin, de l'université d'Oxford et du Baldwin-Wallace College dans l'Ohio. 

## Publications (sélection)
- Johann Sebastian Bach. Die Kantaten. Bärenreiter, Kassel 1999.  (ISBN 3-7618-1476-3)
  - traduction : The Cantatas of J. S. Bach[3],[4]
- Johann Sebastian Bach. Das Wohltemperierte Klavier. Bärenreiter, Kassel 2002.  (ISBN 3-7618-1229-9)
- Entries to Alfred Dürr in the Library of Congress
- Entries to Alfred Dürr in WorldCat

### Bases de données et dictionnaires
- Ressources relatives à la musique :   - International Music Score Library Project
  - Grove Music Online
  - MusicBrainz
  - Répertoire international des sources musicales
- Notices dans des dictionnaires ou encyclopédies généralistes :   - Brockhaus
  - Deutsche Biographie
- Notices d'autorité :   - VIAF
  - ISNI
  - BnF (données)
  - IdRef
  - LCCN
  - GND
  - Espagne
  - Belgique
  - Pays-Bas
  - Pologne
  - Israël
  - NUKAT
  - Suède
  - Vatican
  - Tchéquie
  - Portugal
  - Lettonie
  - WorldCat